# Cucina dell'Amazzonia
La cucina dell'Amazzonia è la cucina della regione dell'Amazzonia in Brasile ed è una delle cucine regionali più ha conservato le proprie origini autoctone, con poche influenze portoghesi o africane.
È considerata una delle più esotiche del paese.
Poiché è una regione di grandi fiumi, la cucina amazzonica apprezza molto pesce, quali il tucunaré, jaraqui, tambaqui e pirarucu. È comune anche il consumo di carne di tartaruga, tra i più anziani abitanti era comune anche il consumo del lamantino amazzonico oggi vietato a causa della caccia estensiva.

## Galleria d'immagini

Il tambaqui è un pesce di grandi dimensioni che vive nel bacino del rio delle Amazzoni ed è molto apprezzato per le sue carni saporite in varie ricette.
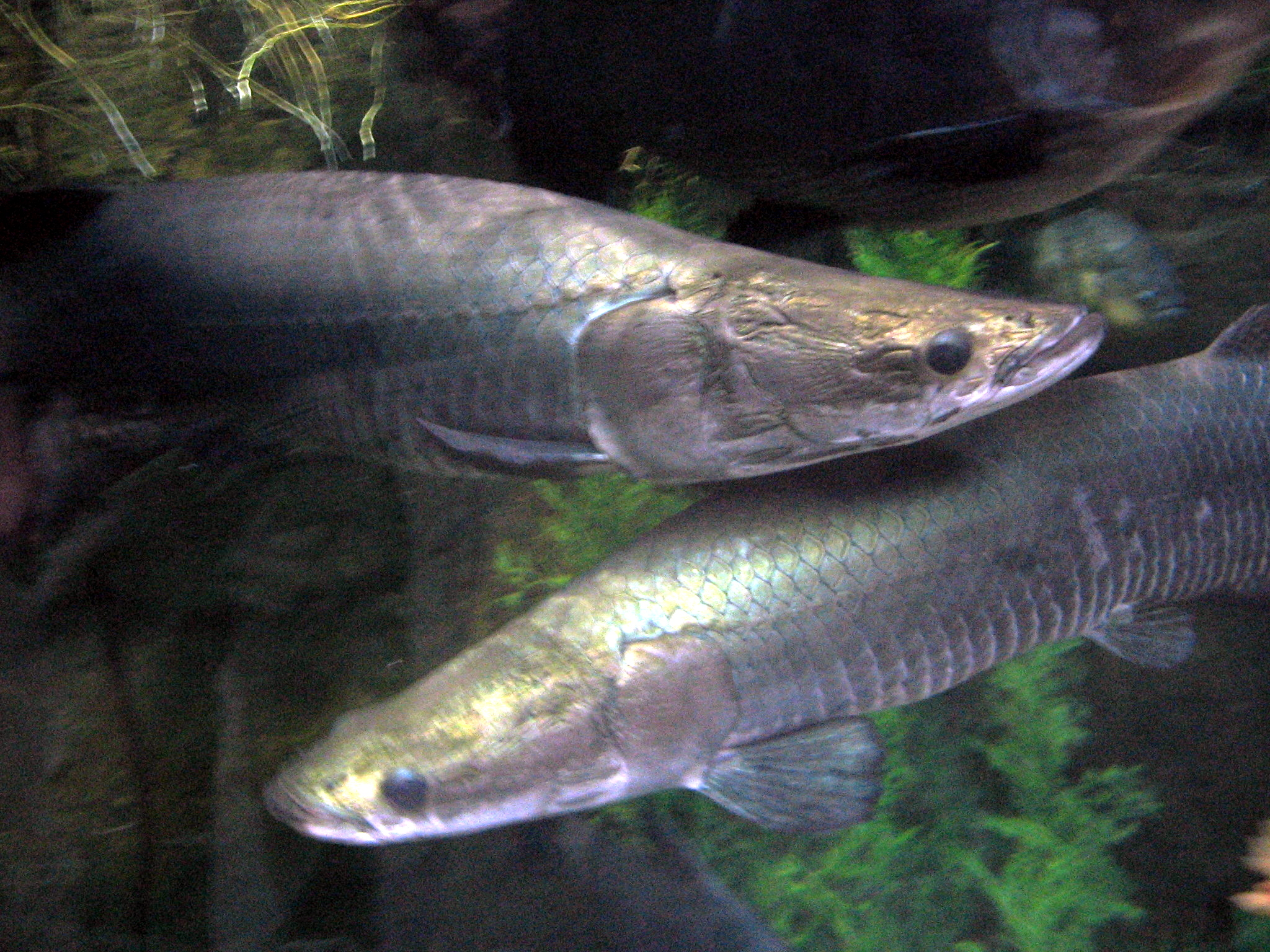
Il pirarucu è considerato l'equivalente del merluzzo dell'Amazzonia."[5] Si tratta di una specie molto saporita che è consumata in grandi quantità.
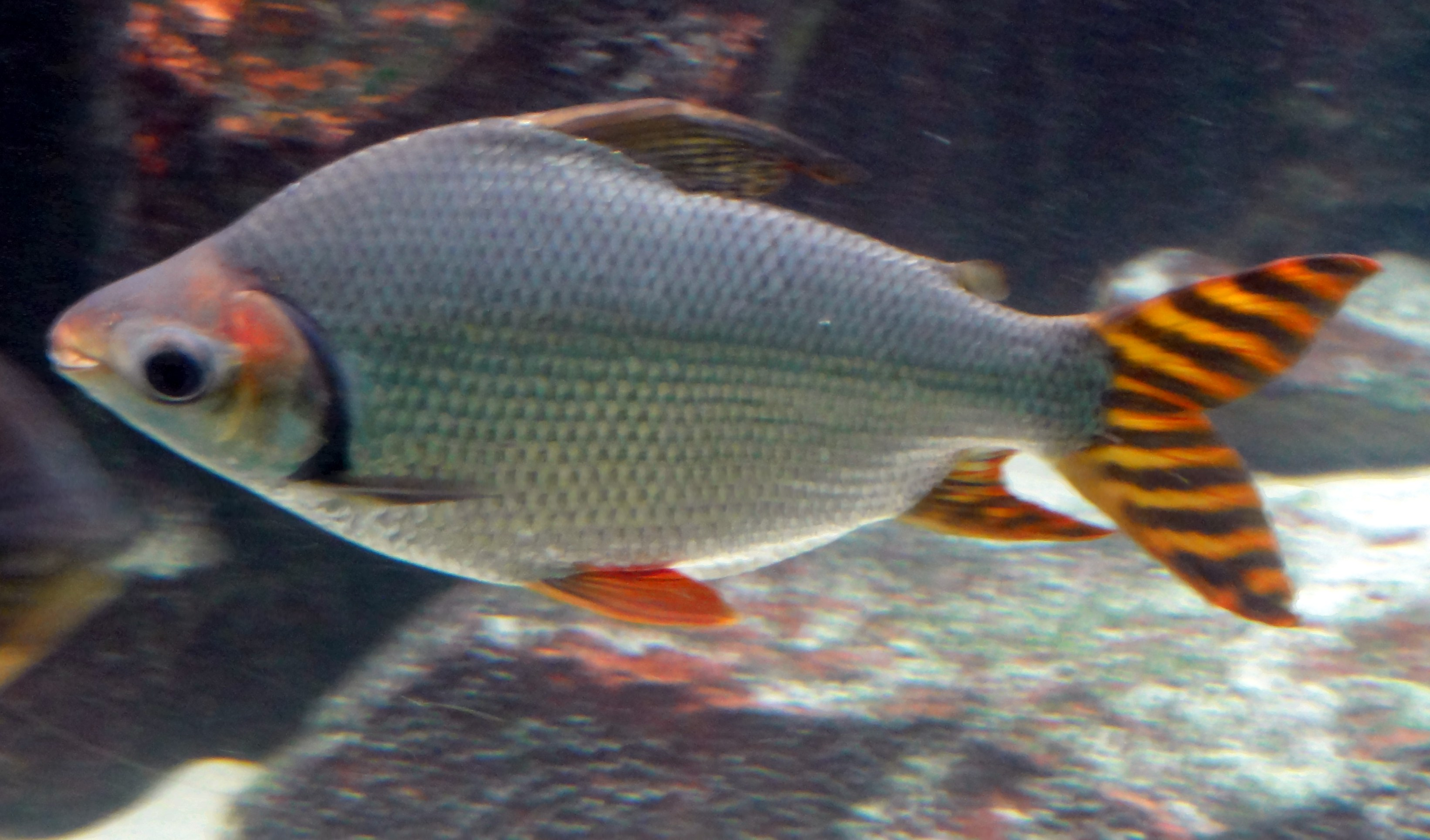
Il jaraqui è la specie più popolare dell'Amazzonia, dato che fa parte della dieta quotidiana di milioni di persone.[6] nel 2019, la specie è stata riconosciuta come patrimonio culturale immateriale della città di Manaus.
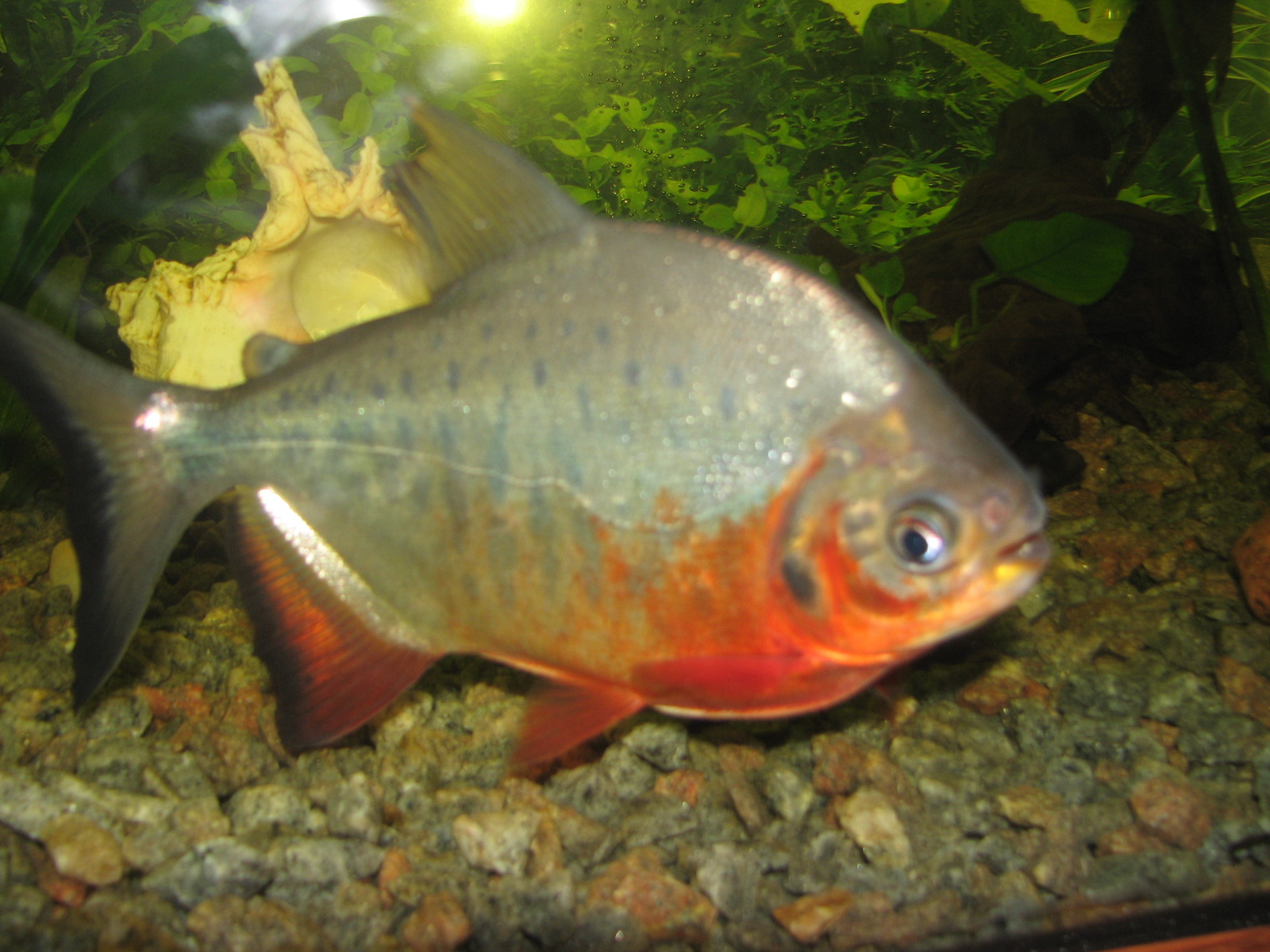
Il pacu è un nome genericamente attribuito a varie specie di pesci genericamente appartenente ai Characiformes e molto comune sulla mensa amazzonica.
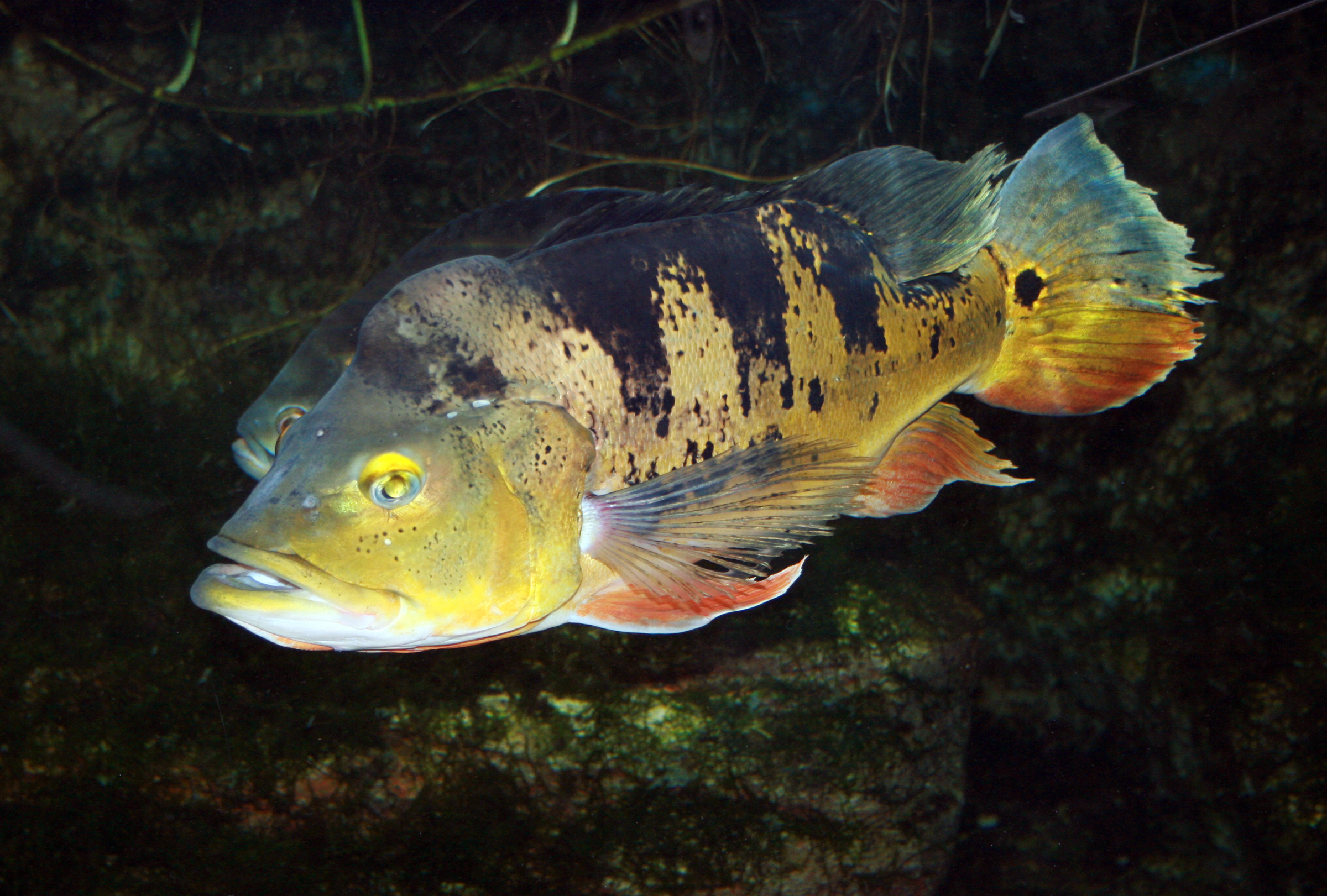
Il tucunaré è un altro pesce comunemente consumato in Amazzonia.
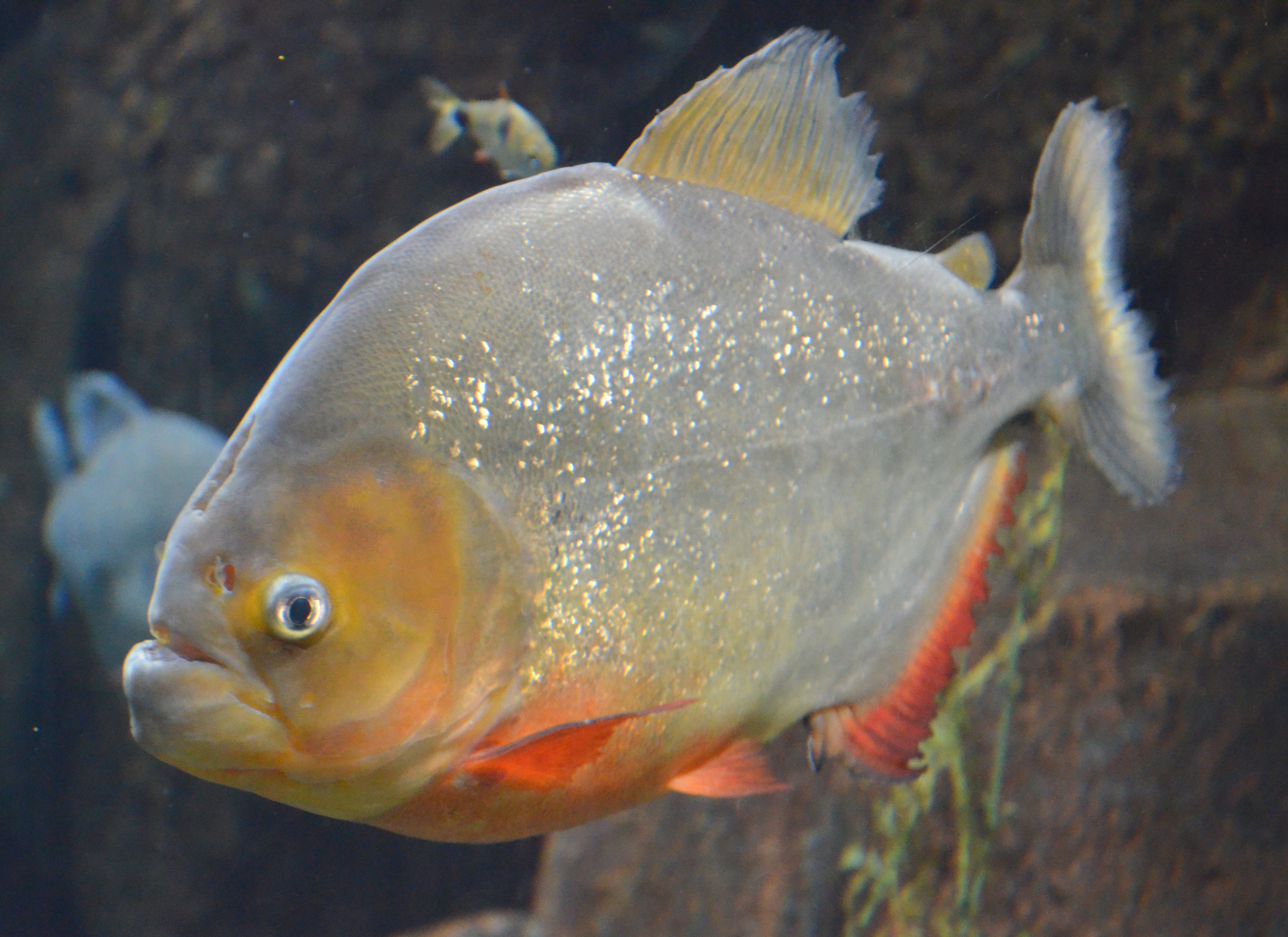
Il temuto piranha è un ospite molto apprezzato nei piatti dell'Amazzonia.
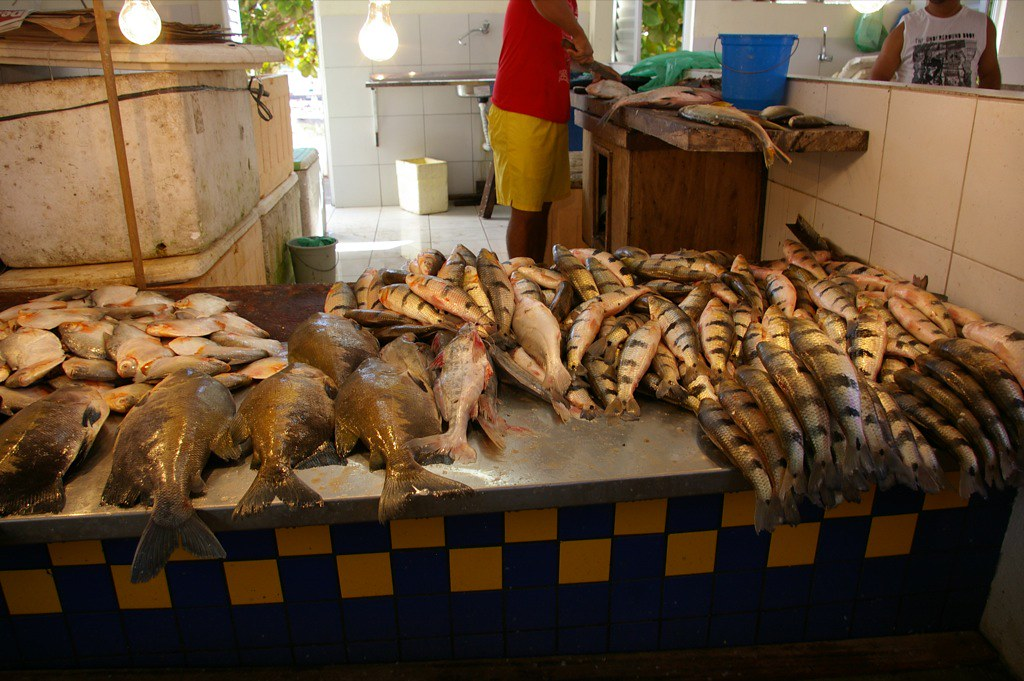
Varietà di pesci in vendita sul mercato di Manaus.
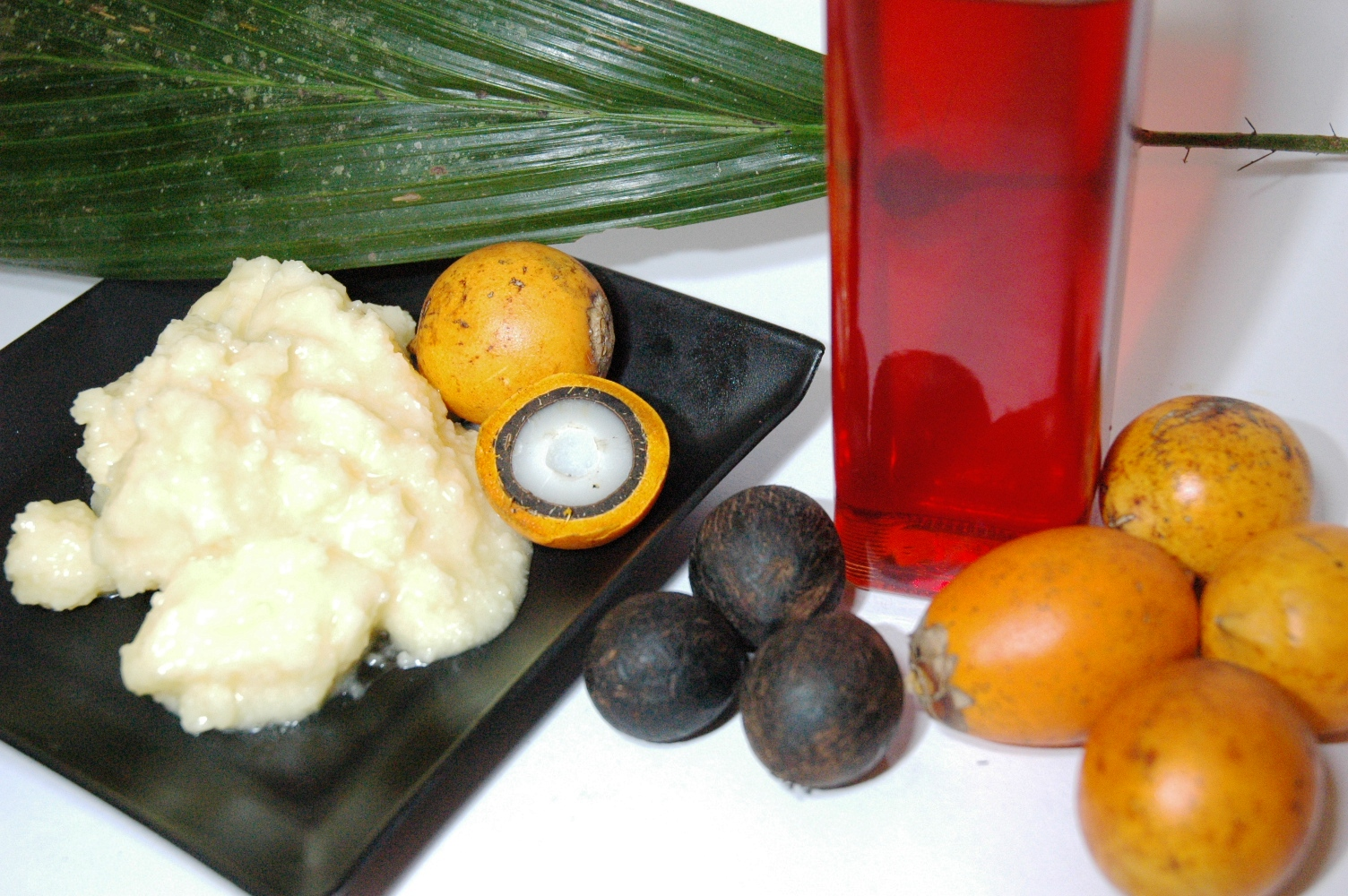
Frutto del tucumã, frutto di una specie di palma consumato nella regione.
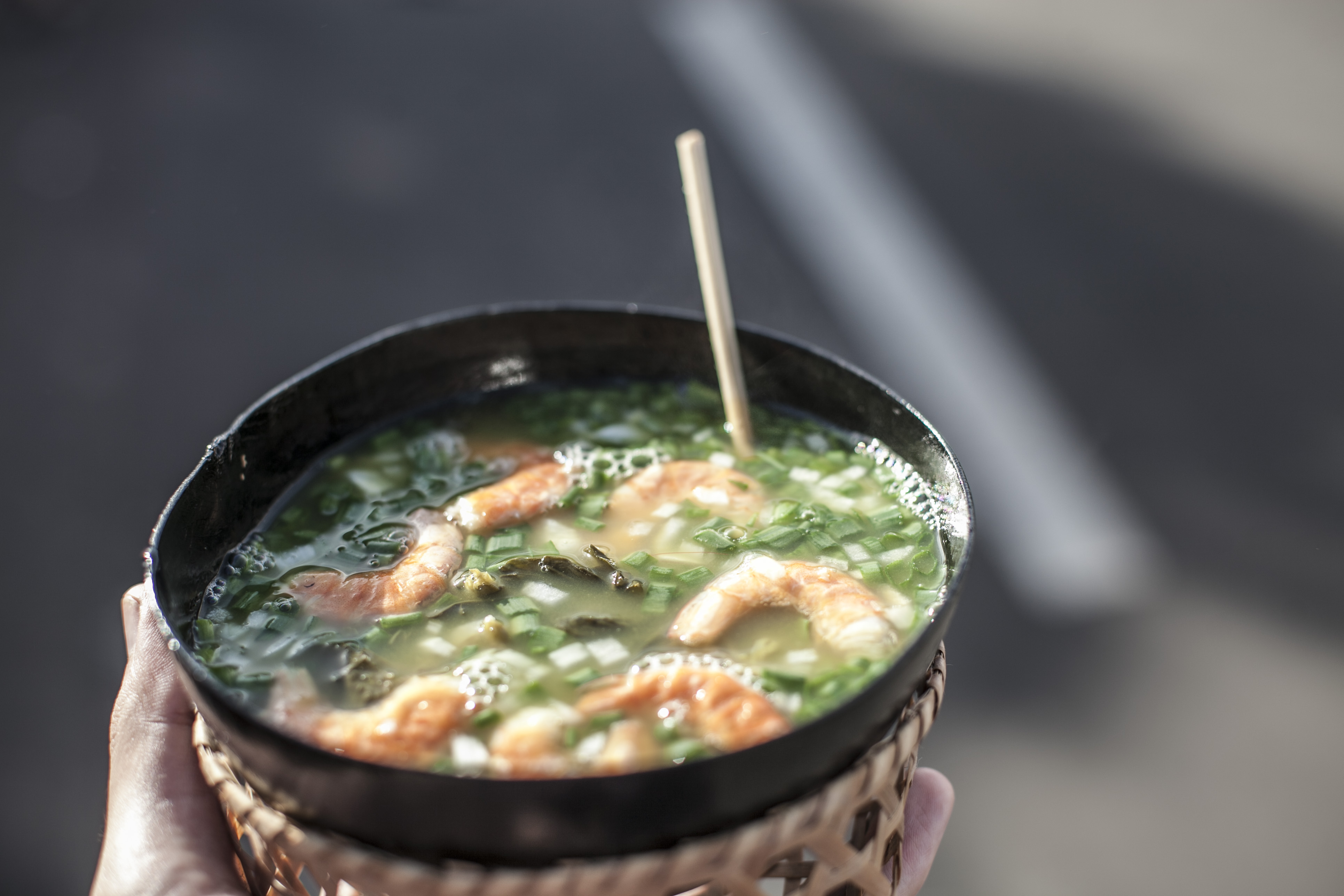
Il tacacá è una ricetta di origine ancestrale che ancora oggi si consuma nel bacino dell Amazzoni.
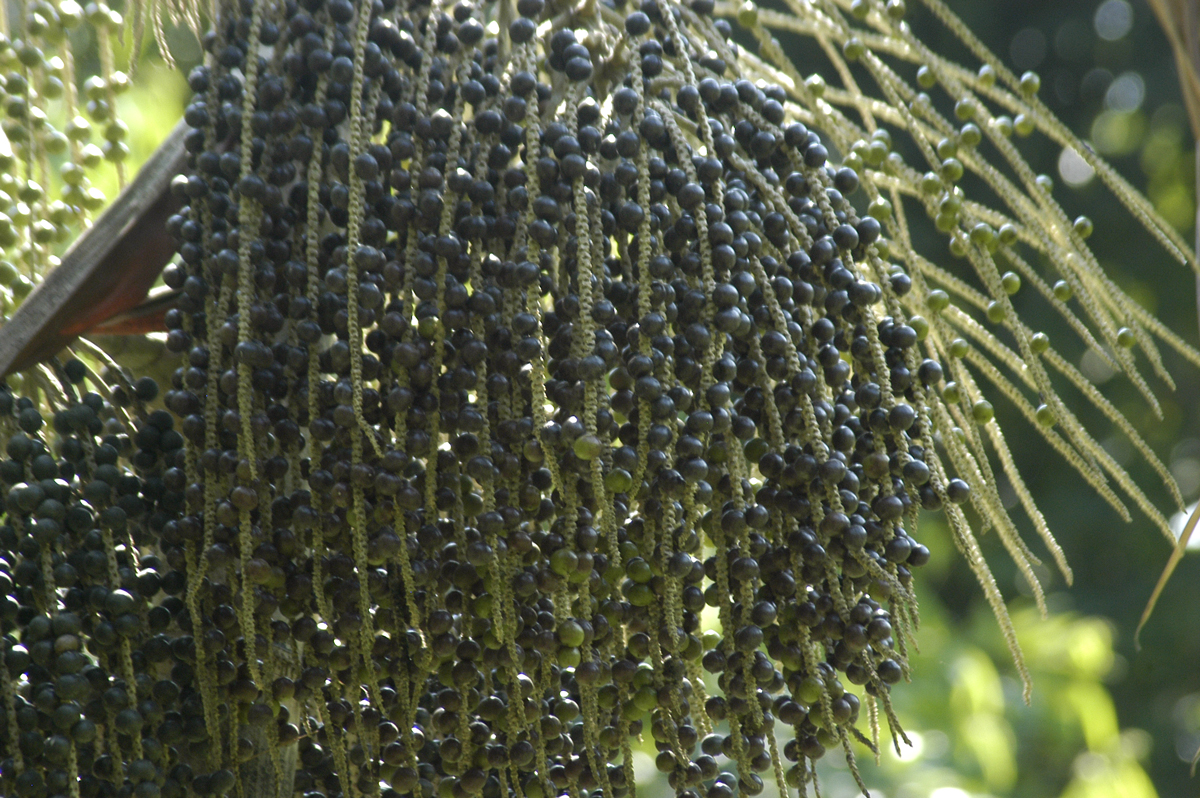
L'açaí è prodotto in larga scala nell'Amazzonia e molto spesso consumato sotto forma di bibita alcolica dalla popolazione locale.
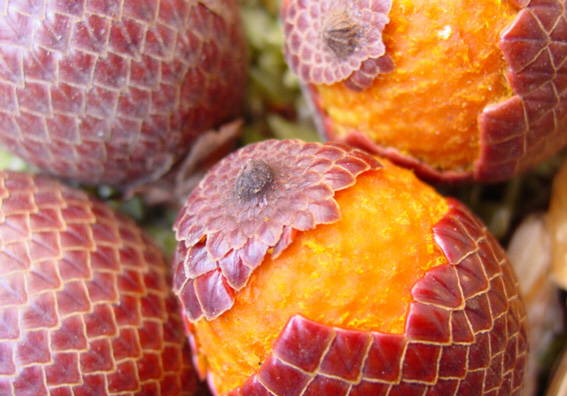
O Il buriti è il frutto di una palma, che si usa anche per produrre una bevanda alcolica.
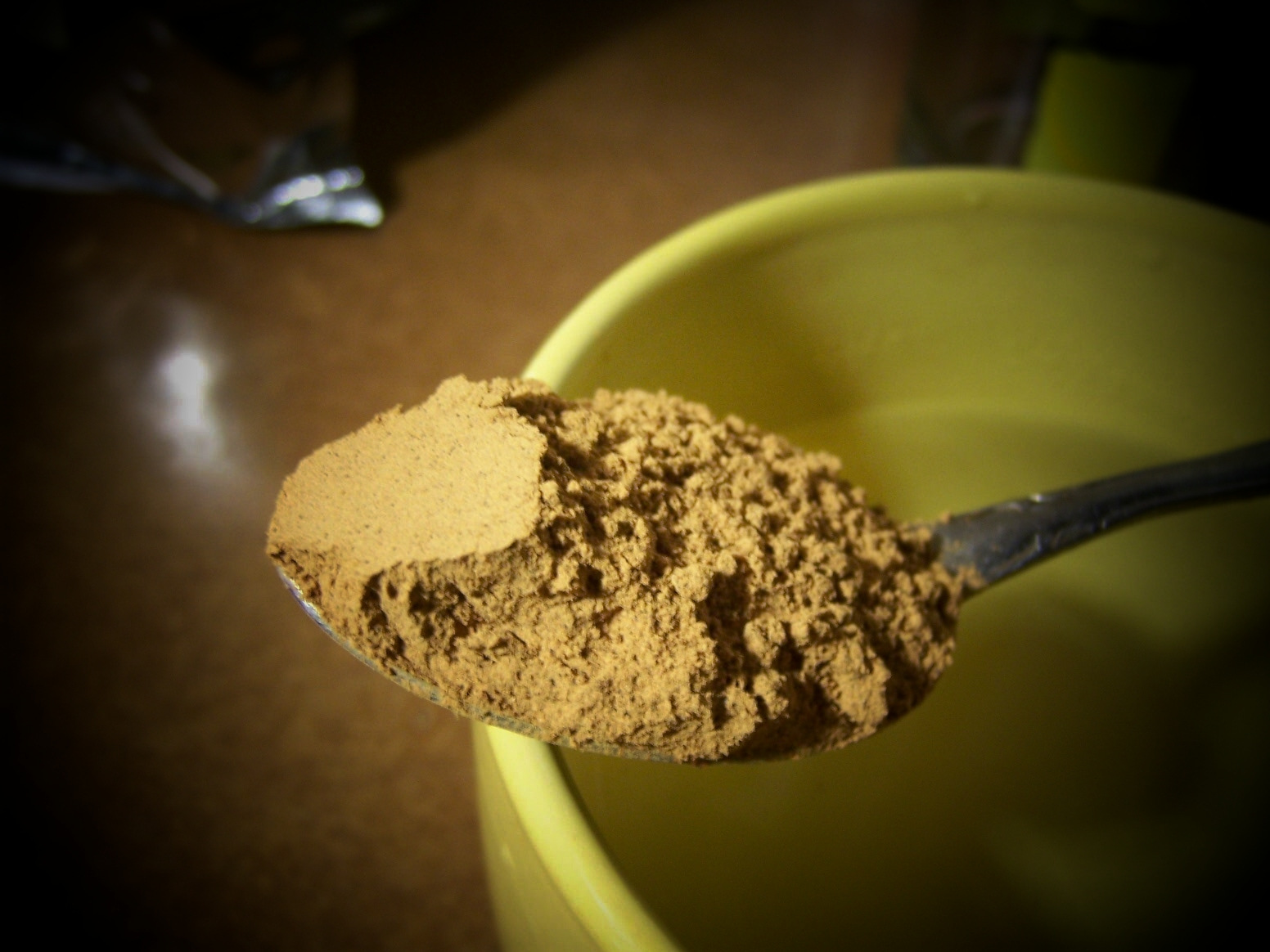
Il guaraná, ridotto in polvere, può essere consumato al naturale, oppure costituisce l'ingrediente di base della bevanda gassata più popolare del Brasile.
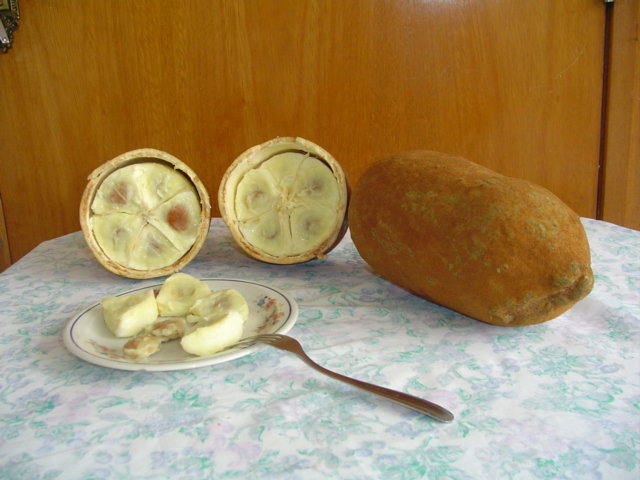
Il cupuaçu è un frutto tipico, di aspetto simile al cacao e di sapore molto delicato.
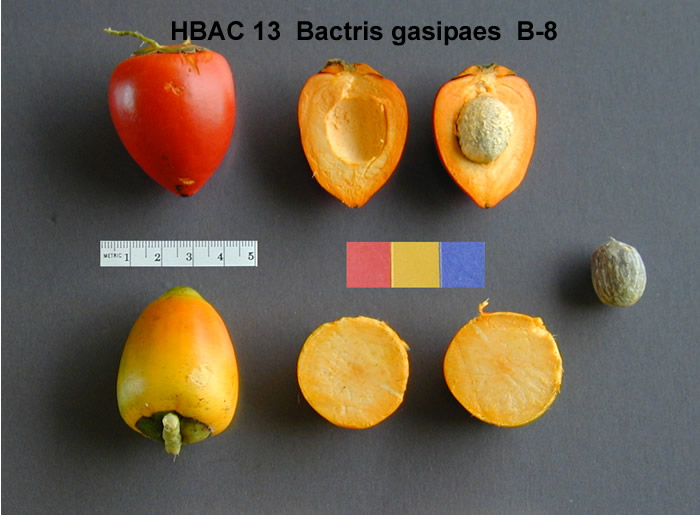
La pupunha è uno dei tanti frutti tipici della regione amazzonica.
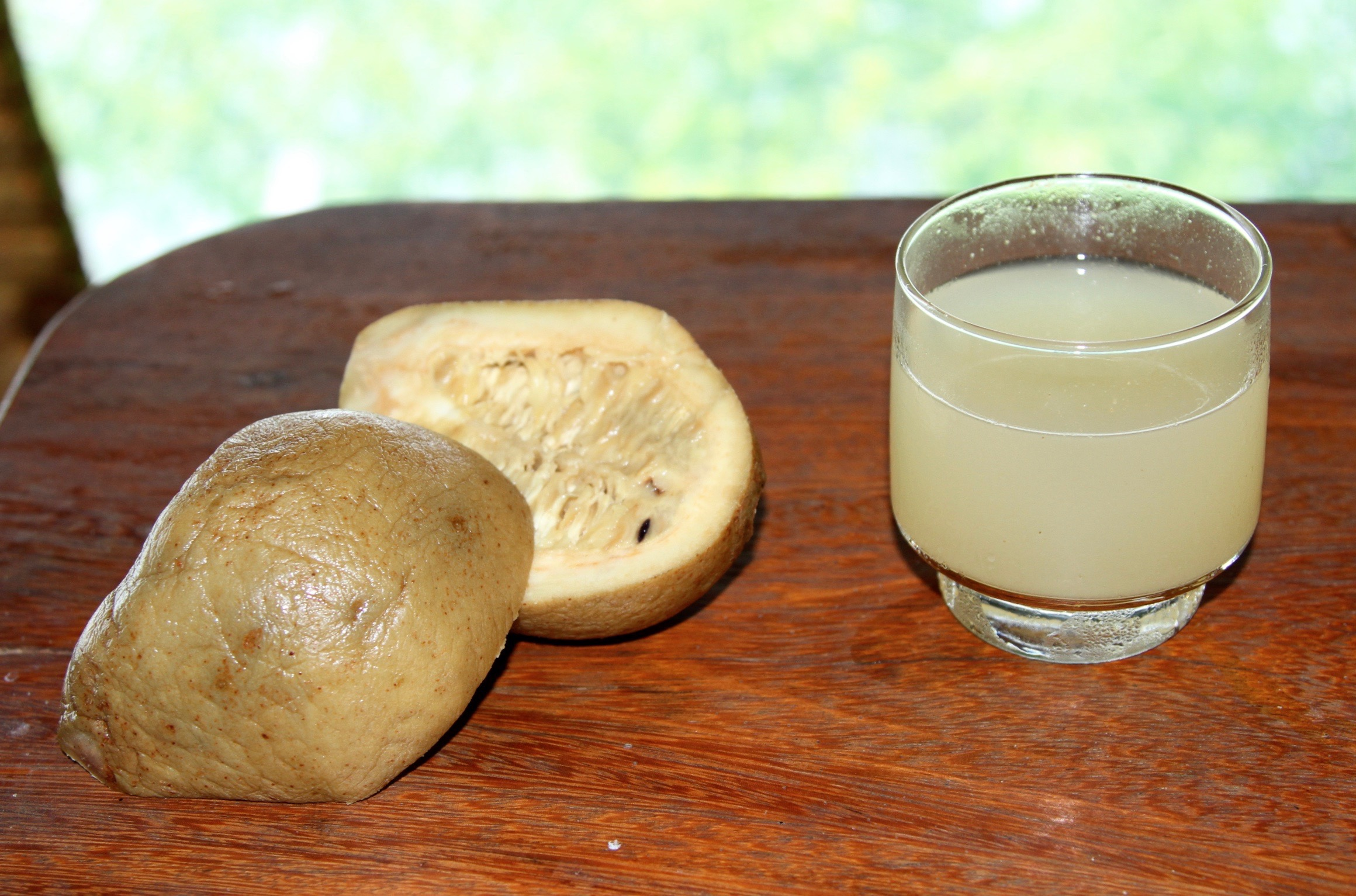
Il genipapo è un frutto della famiglia delle Rubiaceae molto consumato.
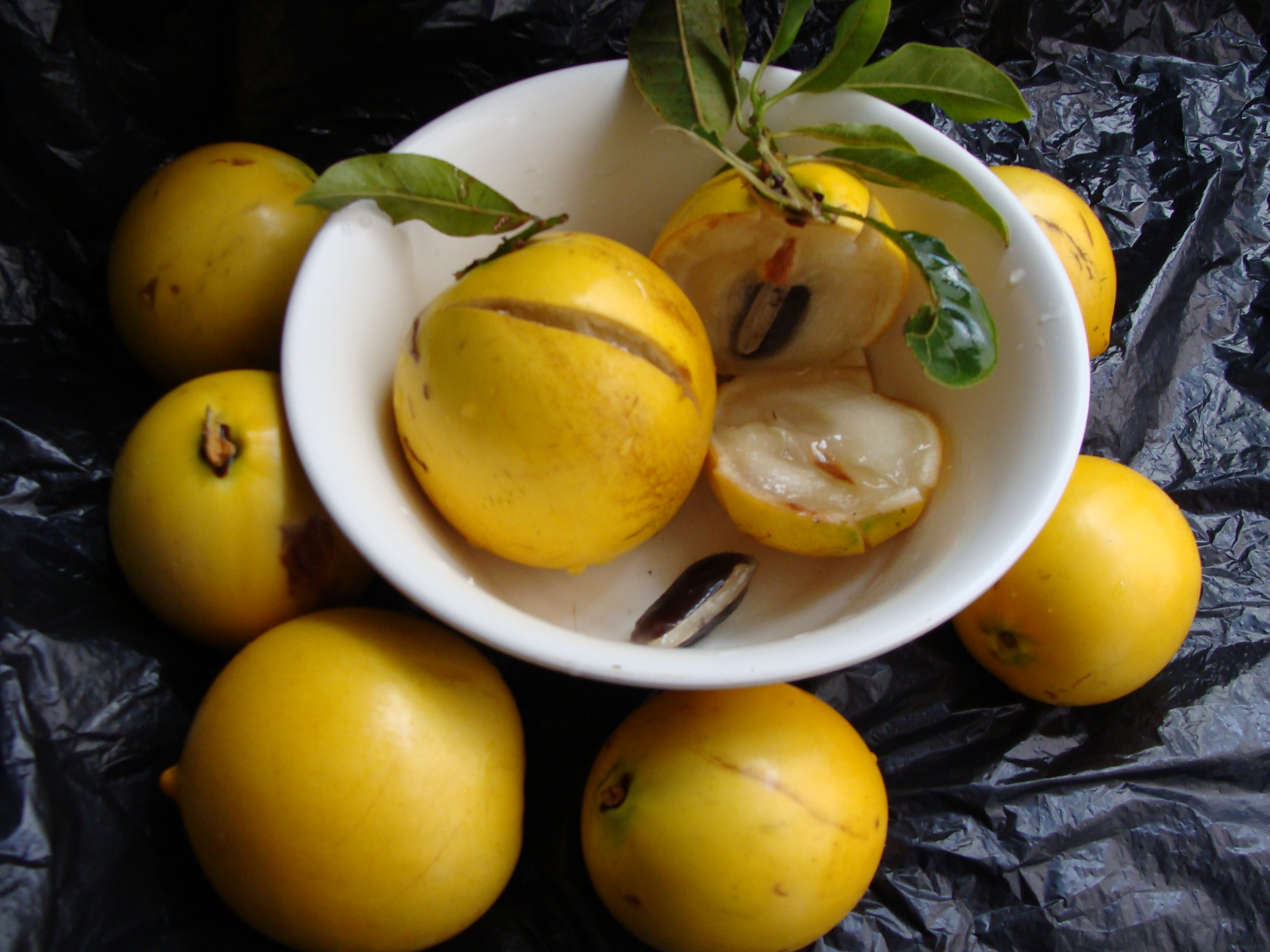
L'abiu, è un altro frutto tipico dell'Amazzonia e della foresta atlantica brasiliana.
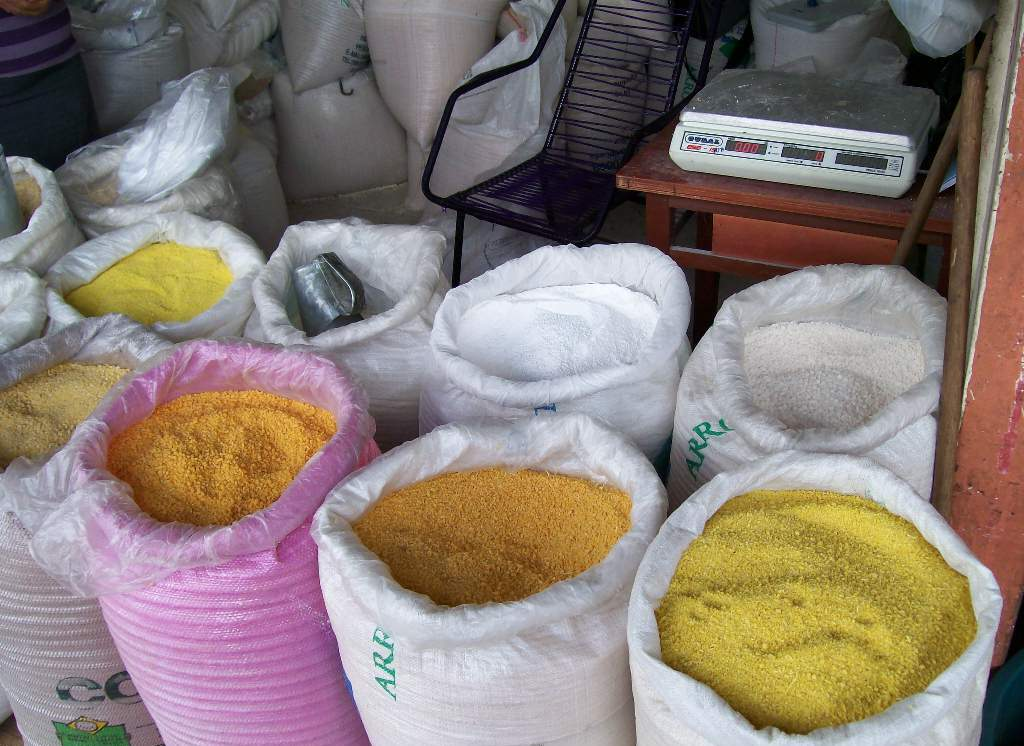
La farina di manioca fa profondamente parte della cultura amazzonica e viene prodotta nelle tipiche casa de farinha.
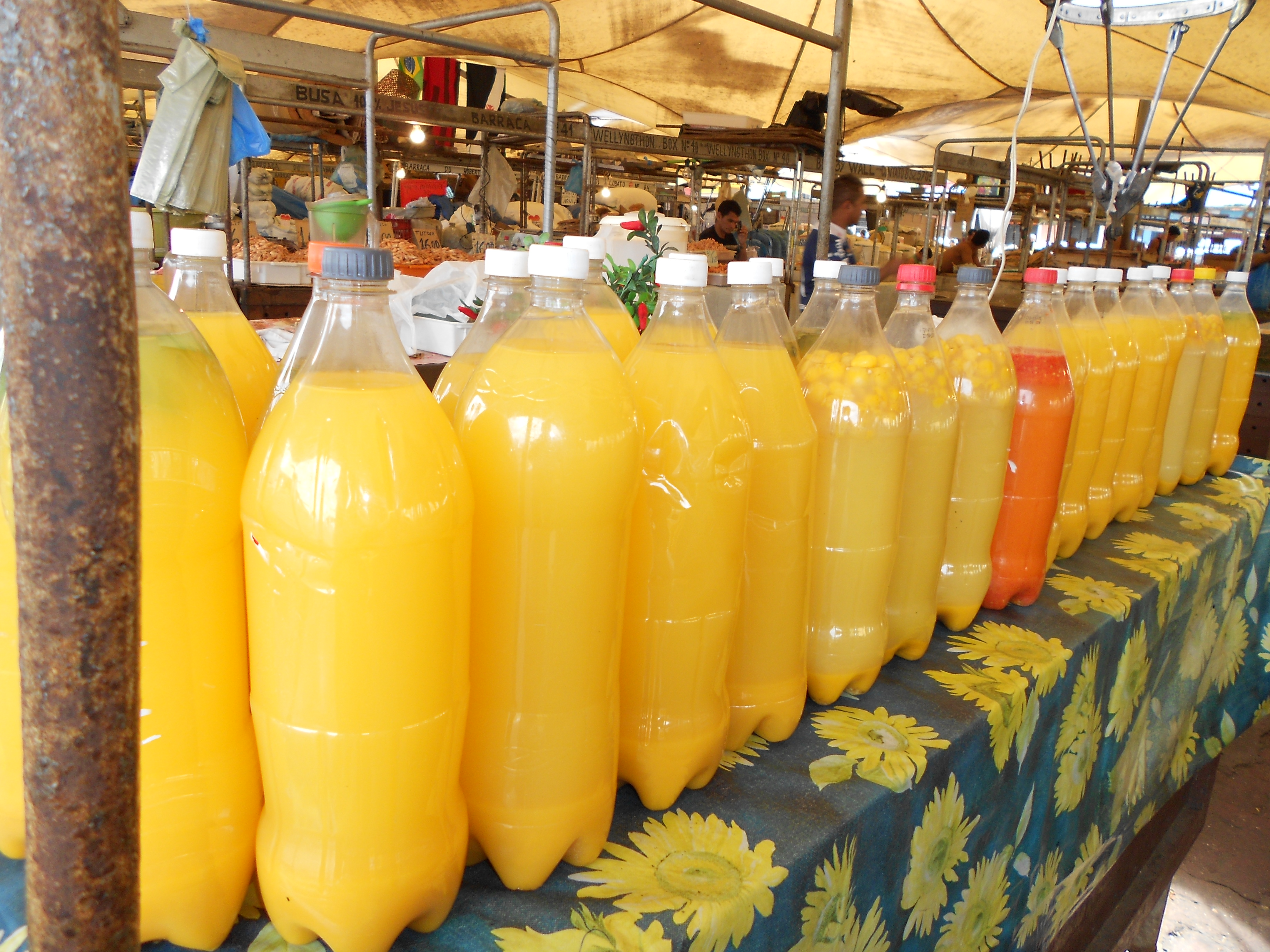
Salsa tucupi, succo giallastro estratto dalla radice di manioca.